# ATR (Fernsehsender)
ATR ist ein ukrainisch-krimtatarischer Fernsehsender, der 2006 von Lenur İslâmov gegründet wurde.
ATR sendete vom 1. September 2006 zum bis 1. April 2015 aus der Autonomen Republik Krim. Das Programm war dreisprachig: Russisch (60 % Sendeanteil), Krimtatarisch (35 %) und Ukrainisch (5 %).
Nach der Annexion der Krim durch die Russische Föderation (2014) musste der Sender seine Produktion auf der Krim einstellen und verlegte seinen Hauptsitz im Juni 2015 nach Kiew.